# ROSCA
Eine ROSCA (englisch rotating savings and credit association, „Rotierende Spar- und Kreditvereinigung“) ist eine Gruppe von zumeist Privatpersonen, die sich zum gemeinsamen Sparen zusammengeschlossen haben.
Alle Mitglieder einer ROSCA bezahlen über einen begrenzten Zeitraum in regelmäßigen Abständen dieselbe Summe in eine gemeinsame Kasse. Im Gegensatz zu einer ASCA (englisch accumulating savings and credit association, „Akkumulierende Spar- und Kreditvereinigung“) wird der Gesamtbetrag jeweils direkt an ein Gruppenmitglied ausbezahlt. Somit erhält jeder Teilnehmer einmal eine Auszahlung, die der Gesamtheit seiner Einzahlungen entspricht.
Das System ist in Afrika, Lateinamerika und Asien verbreitet, wo Bankdienstleistungen aufgrund der Distanzen und der Einkommenshöhe für breite Bevölkerungsteile nicht verfügbar sind.

## Terminologie
Das System der ROSCA ist weltweit unter verschiedenen Bezeichnungen bekannt. Einige, meist regionale Bezeichnungen sind Lehnwörter aus anderen Sprachen.
- Tontine oder Tanda in Lateinamerika
- Chama im Swahili sprechenden Ostafrika
- Kameti (کمیٹی) in Pakistan
- Visi (વિસિ) unter Gujaratis in Indien
- Equb (ekub) (እቁብ) in Äthiopien
- Partnerhands, Pardna oder Pardner in Westindien[2]
- Cundinas in Mexiko
- Hagbad in Somalia
- Stokvel in Südafrika
- Susu oder Osusu in Westafrika und der Karibik
- Hui (會) in chinesischen Gemeinschaften in Ost- und Südostasien
- Hội/Hụi (會) in Vietnam
- Paluwagan auf den Philippinen
- Gam'eya (جمعية) in Ägypten
- Dart (دارت) in Marokko
- Gye (계/契) in Südkorea
- Tanomoshiko (頼母子講) in Japan (bzw. Mujin vor 1945)
- Wichin gye in Korea
- Lamka, Committee oder Chit fund in Indien
- Pandeiro in Brasilien
- Cuchubál in Guatemala
- Juntas, Quiniela oder Panderos in Peru
- C.A.R. Țigănesc/Roata in Rumänien
- Arisan in Indonesien
- Lenshare (เล่นแชร์) in Thailand
- Dhukuti oder Dhikuti (धुकुटी/ढिकुटी) in Nepal
- Gün in der Türkei
- Ménage oder Menodge in Schottland[3]
- Seettuva in Sri Lanka
- Likelemba im Kongo
- Xitique in Mosambik
- Djanggis in Kamerun
- Sanduq (صندوق) im Sudan
- Lawm sum[4] in Regionen der Zomi im Chin-Staat in Myanmar
- Kootu fund in Malaysia

## Geschichte
Das System der ROSCA als informelle oder „vorkooperative“ Mikrofinanzgruppe existiert in nahezu allen Entwicklungsländern. Eine frühe Studie des Anthropologen Clifford Geertz dokumentierte die Arisans von Modjokuto in Ostjava. Er beschrieb sie als „eine ‚Zwischen‘-Institution, die innerhalb der bäuerlichen Sozialstruktur entstand, um landwirtschaftliche Wirtschaftsmuster mit kommerziellen in Einklang zu bringen und als Brücke zwischen der Haltung der Bauern und Händler gegenüber Geld und seiner Verwendung zu fungieren.“

## Funktionsweise
Die Mitglieder einer ROSCA wählen sich gegenseitig aus, was sicherstellt, dass die Teilnahme auf Vertrauen und sozialen Kräften sowie einer zwischenmenschlichen Verpflichtung zur Teilnahme beruht. Die Treffen können regelmäßig stattfinden oder sich an saisonalen Zyklen in ländlichen Gemeinden orientieren. Diese fallen bspw. häufig mit der Ernte der Landwirte und den Zahlungsterminen der angestellten Mitglieder zusammen, bei denen alle Mitglieder über sichere Mittel verfügen.
Ein Slot entspricht einer periodischen Geldverteilung. Um die Reihenfolge unter den Mitgliedern zu bestimmen, werden meist vor Beginn des ersten Zahlungsvorgangs die Slots vereinbart. Dies kann durch Übereinkunft oder ein Losverfahren erfolgen. Ein Mitglied kann in der Regel seinen Slot im gegenseitigen Einvernehmen mit einem anderen tauschen. Um Verwirrung zu vermeiden, sollte der Organisator jedoch vor dem Zahlungsvorgang über Änderungen informiert werden. Ein Mitglied, das mehr als einen Slot in Anspruch genommen hat, kann in der Regel den Zahlungstermin der anderen Slots wählen. Jedes Mitglied zahlt bei jedem Treffen den Betrag seiner Slots und ein Mitglied erhält die gesamte Summe. Jedes Mitglied sieht dabei jede Transaktion während der Treffen. Da kein Geld innerhalb der Gruppe zurückbehalten wird, ist es nicht notwendig, die Transaktionen zu dokumentieren. Der Organisator führt meist ausschließlich eine Liste der Slots.

## Vorteile
Jedes Mitglied einer ROSCA kann während deren Laufzeit mindestens einmal auf einen größeren Geldbetrag zugreifen und ihn zweckungebunden verwenden. Das System reduziert das Risiko für die Mitglieder, da es zeitlich begrenzt ist. Häufig dauert es nicht länger als sechs Monate. Da jedes Mitglied mindestens einmal den gesammelten Betrag erhält, ist zudem das Verlustrisiko begrenzt, falls jemand nach dem Erhalt des Geldes keine Zahlungen mehr leistet. 
Diese Sparmethode ist somit eine Alternative zum Sparen zu Hause, wo neben dem Risiko des Diebstahls vor allem auch Familie und Verwandte Zugriff auf Ersparnisse verlangen können. Durch seine Transparenz und Einfachheit eignet sich das Modell für Gemeinschaften mit niedrigem Alphabetisierungsgrad und innerhalb sozial schwacher Systeme zum Schutz kollektiver Eigentumsrechte.

## Legalität
Die deutsche Bundesanstalt für Finanzdienstleistungsaufsicht (BaFin) bekannte 2015 auf Anfrage der Zeitschrift Die Zeit, Systeme nach dem Prinzip einer ROSCA nicht zu kennen. Sie erkannte in der Theorie zwar Voraussetzungen für ein nach dem Kreditwesengesetz verbotenes und strafbares Zwecksparunternehmen (§ 3 Abs. 1 Nr. 2 KWG), räumte jedoch ein, dass, solange kein schriftlicher Vertrag vorliege, auch keine endgültige Aussage über die Legalität des Systems getroffen werden könne.